# Stieng (peuple)
Les Stieng (vietnamien : Xtiêng) sont un groupe ethnique du Vietnam et du Cambodge. Ils parlent le stieng, une langue du groupe bahnarique des langues austroasiatiques.
La plupart des Stieng habite la Province de Bình Phước. Leur nombre s'élève à 81 708 habitants (2009). Ils sont classés comme un groupe désignant les non-Khmers, sous le nom de Khmer Loeu.